# Francavilla Marittima
Francavilla Marittima ist eine italienische Gemeinde mit 2732 Einwohnern (Stand 31. Dezember 2024) in der Provinz Cosenza in Kalabrien.
Das Gebiet der Gemeinde liegt auf einer Höhe von 273 m über dem Meeresspiegel und umfasst eine Fläche von 32,88 km². Francavilla Marittima liegt etwa 75 km nördlich von Cosenza. Die Nachbargemeinden sind Cassano allo Ionio, Cerchiara di Calabria, Civita und Villapiana.